# المجلس الإفريقي للفول السوداني
المجلس الإفريقي للفول السوداني هو منظمة حكومية دولية تأسست عام 1964. بهدف تعزيز الفول السوداني المنتج في دول غامبيا، مالي، النيجر، السنغال، السودان ونيجيريا.

## تاريخ
كان أول مقر للمجلس في لاغوس، نيجيريا، منذ تأسيسه وحتى 2005، ثم انتقل إلى كانو بسبب الضغوط التي تمارسها رابطة مزارعي الفول في نيجيريا.
وكان أول أمين تنفيذي للمنظمة هو جاك ضيوف. يسعى المجلس لتعزيز التعاون الاقتصادي ومناقشة المشاكل المشتركة مثل تسعير السلع بين المنتجين الأفارقة، كما أنه يعمل أيضاً كتسويق مشترك، وهيئة البحوث والدعاية لأعضائها. وقد حظيت حكومات البلدان المنتجة عند منعطف الاستقلال على نسبة كبيرة من الدخل القومي، وإيصالات النقد الأجنبي من الفول السوداني. وبدأ المجلس الإفريقي للفول السوداني للمساعدة في تأسيس عمل تعاوني، لتثبيت الأسعار وتعزيز اهتمام المنتجين في أسواق السلع الأساسية الدولية.